# Provincia de Phetchaburi
La Provincia de Phetchaburi (en tailandés: เพชรบุรี) es una de la provincia centrales (changwat) de Tailandia. Es fronteriza, en el sentido de las agujas del reloj, con las provincias de: Ratchaburi, Samut Songkhram y Prachuap Khiri Khan. Por el oeste limita con la división de Tanintharyi, en Birmania.

## Geografía
Phetchaburi se sitúa al noreste de la Península de Malaca, con el golfo de Tailandia al este y las montañas Tanaosi en los límites con Birmania. Con excapeción de esta zona montañosa, el resto de la provincia es una extensa planicie. Con un área próxima a 3000 km², el parque nacional Kaeng Krachan es el más grande de Tailandia, cubriendo casi la mitad de la provincia. Sirve de protección a un importante bosque lluvioso a lo largo de la frontera birmana. El único río significativo es el Phetchaburi.

## Historia

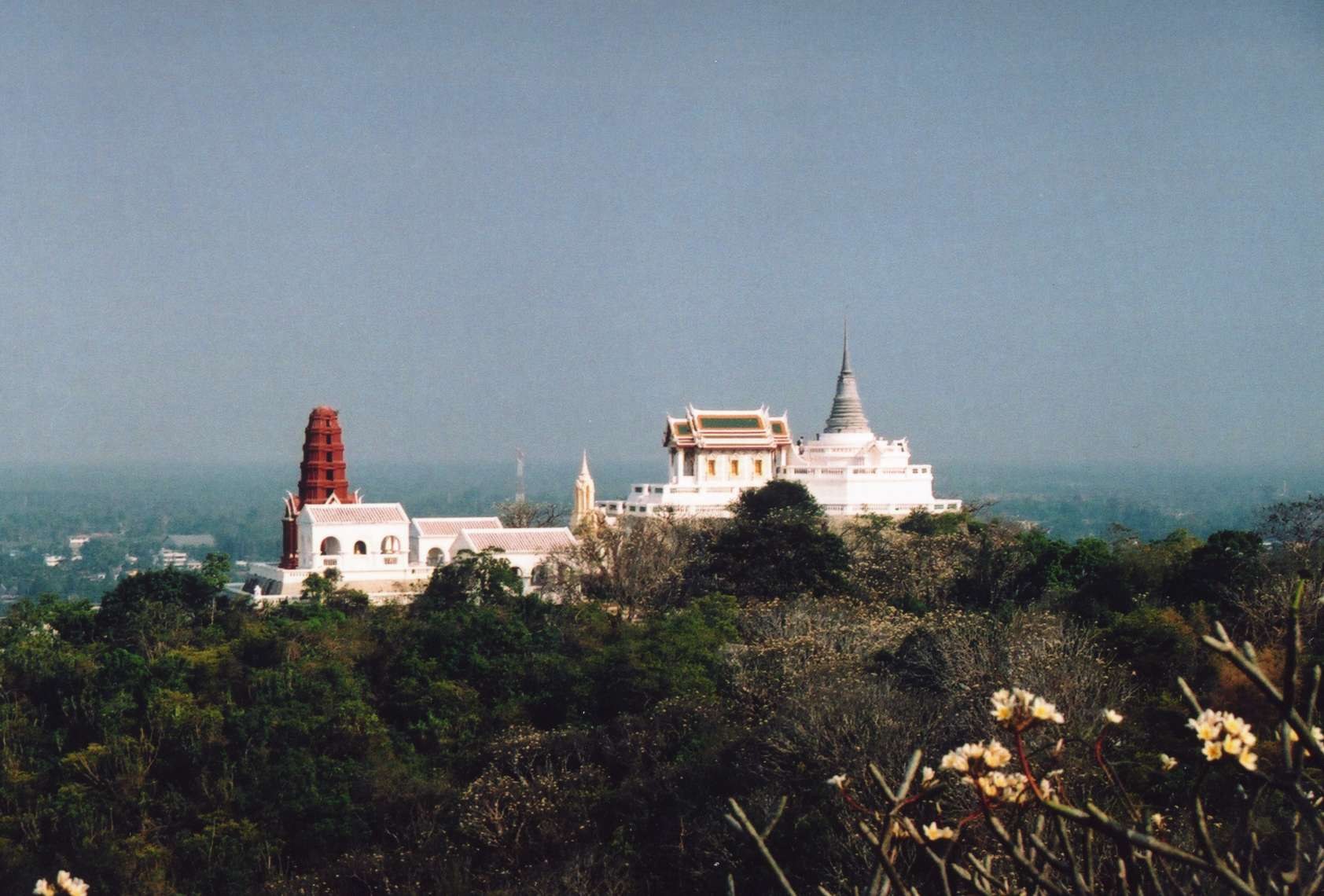
Khao Wang.

Phetchaburi es una antigua ciudad real que data de los Mon, en el siglo VIII. Después el Imperio Jemer se estableció en la ciudad. De esta época son las estupas que se pueden apreciar en Wat Kamphaeng Laeng.
En 1860, el Rey Mongkut construyó un palacio cerca de la ciudad de Phetchaburi, conocido popularmente como Khao Wang, aunque su nombre oficial actual es Parque histórico Phra Nakhon Khiri. Próximo al palacio el rey construyó una torre a modo de observatorio astronómico. En la colina colindante se encuentra el templo real Wat Phra Kaeo.

## Símbolos
|  | El emblema provincial muestra el palacio Khao Wang al fondo. En la parte delantera se observan arrozales flanqueados por dos palmeras, que simbolizan la importancia de la agricultura en el economía provincial. El árbol símbolo de la provincia es la Eugenia jambolana (Eugenia cumini). |

## División administrativa
La provincia se divide en 8 distritos (Amphoe), que a su vez se subdividen en 93 comunas (tambon) y 681 aldeas (muban).
| 1. Mueang Phetchaburi 2. Khao Yoi 3. Nong Ya Plong 4. Cha-am | 1. Tha Yang 2. Ban Lat 3. Ban Laem 4. Kaeng Krachan |